# Cap de Reguera
El Cap de Reguera o Pic de Reguera és una muntanya que es troba en límit comarcal entre els termes municipals de la Vall de Boí (Alta Ribagorça) i la Torre de Cabdella (Pallars Jussà), en el límit del Parc Nacional d'Aigüestortes i Estany de Sant Maurici i la seva zona perifèrica.
El cim, de 2.800,5 metres, s'alça en el punt d'intersecció de les carenes que delimiten la Vall de les Mussoles (NO) amb: el Circ de Cogomella (E) i el Forat Negra (SO), de la Vall del Riqüerna. Constitueix l'extrem nord-oest de la carena que, formada per les Penyes de Salado i la Cresta de Reguera, ascendeix des de l'Estany Salado al sud-est; amb el Coll Pla de Dalt a l'oest i el Pic de Morrano al nord.

## Rutes
La ruta habitual ataca el cim des del Coll Pla de Dalt.